# Kohleh-ye Yek
Kohleh-ye Yek (persiska: كهله يك) är en ort i Iran.   Den ligger i provinsen Khuzestan, i den centrala delen av landet, 500 km söder om huvudstaden Teheran. Kohleh ligger 150 meter över havet och antalet invånare är 444.
Terrängen runt Kohleh är platt åt sydväst, men åt nordost är den kuperad.Runt Kohleh är det ganska tätbefolkat, med 58 invånare per kvadratkilometer. Närmaste större samhälle är Jāyezān, 11,9 km söder om Kohleh. Trakten runt Kohleh är ofruktbar med lite eller ingen växtlighet.